# ستار اردبیلی
ستار اردبیلی حدود سال ۱۸۲۰ میلادی متولد اردبیل، خواننده موسیقی ایرانی و آذربایجانی بود.

## زندگی
ستار اردبیلی در اوایل قرن نوزدهم در اردبیل متولد گردید. وی در اوایل دوره جوانی ترانه‌های فارسی و آذربایجانی را با صدای خوش اجرا می‌کرد. ایدئولوژی جامعه فئودالی حاکم بر کل سرزمین ایران در اردبیل نیز مانع رشد و فعالیت‌های وی در موسیقی نگردید. صدای دلنشین وی باعث شد تا او جذب مراسم مذهبی گردد. وی با اجرا نقش‌های مختلف در شبیه خوانی روز عاشورا شرکت می‌کرد. همچنین در جشن‌های عروسی غزل‌های محمد فضولی، حافظ و سعدی را در قالب موسیقی مقامی آذربایجانی یا بصورت تصنیف اجرای کند. علاقه وی به آثار این شعرا، وی را به سمت یادگیری کامل زبان‌های عربی، فارسی و ترکی سوق داد. ستار در ۲۰–۲۵ سالگی نه تنها در اردبیل بلکه در ایران و آذربایجان شهرت بزرگی کسب کرده بود. مرتجعین محلی به دلیل اتهامات واهی به وی، در پی بی‌اعتبار ساختن وی بودند که به دلیل شهرت وی به دربار محمدشاه در تهران دعوت که پس از آن به نخجوان رفت. افتخار حضور وی در نخجوان به سرعت در میان مردم پخش شد.

## در نخجوان
وی با شاعر معروف گرجی نیکولوز باراتاشویلی آشنا شده و در این شاعر در طی نامه ای به دوستش دربارهٔ مقایسه ستار اردبیلی با صفر (خواننده منطقه) اینگونه می‌نویسد: «از هر که بپرسی همه صفر را تعریف می‌کنند. من نمی‌دانم چرا همه شیفته وی هستید؟ شما او را از من بپرسید. او را سلیمان خان از ایران آورده است. او دور روز با ما بود و همه آهنگ‌های خود را خواند. چه کسی می‌گوید که صفر بهتر از ستار می‌خواند؟ ...»

## در تفلیس
وی در هنگام اقامت در تفلیس و ایروان چند سال به همراه آغامال ملیک آغامالوف به ساز و آواز پرداخت. آغامال به عنوان یک موسیقدان کامل در نوازندگی تار در ارمنستان مشهور بود. ستار اردبیلی هنگام عظیمت از اردبیل به تفلیس در ایروان مهمان نوازی تار آغامالوف می‌شد. گومرتسی محقق مشهور ارمنی از دوستی ستار با آغامالوف چنین می‌نویسد:

«ستار خواننده مشهور، که تعریف اش از طرف شعرای قفقاز و روس به نظم کشیده شده است، ماه‌ها مهمان آغامالوف می‌شد. آن زمان کسانی که ساز و آواز ستار و آغامالوف را می‌شنیدند می گفتند، هر کس ستار و آغامالوف را بشنود دیگر حاضر به شنیدن غیر نمی‌شود.»

محیط تفلیس به دلیل مرکز فرماندهی و سیاسی تزار در منطقه قفقاز و ظهور فرهنگ‌های هنری روس، اروپا و شرق در مشهور شدن ستار نقش مهمی داشت. در آن زمان تفلیس مرکز موسیقی معروفی بود. سالن‌ها و انجمن‌های متعدد موسیقی وجود داشت. خواننده‌های مشهوری چون علعسگر الهوردی (پدر نریمان نریمانف)، یوانقول به همراه نوازندگانی چون آغامال، کورک، علعسگر، ساکو و حسین بابا در میان پرده‌های تئاترها به اجرای موسیقی می‌پرداختند. ستار اردبیلی به استناد منابع تاریخی، نقش مهمی در عرصه موسیقی تفلیس داشت.
از نوشته‌های مورخ معروف روس کیشمیش اوف چنین بر می‌آید که وی به کرات در مجالس موسیقی ستار شرکت کرده بود. وی می‌نویسد:

«... می‌خواهم چند کلمه در مورد مهمانی‌های او بنویسم. آن زمان تجار شهر به نوبت مهمانی‌هایی ترتیب می‌دادند… هر کدام از میزبان‌ها تلاش می‌کرد با خوراکی‌ها و نوشیدنی‌های بهتری نسبت به میزبان قبلی از مهمانان خود پذیرایی کند. اگر در هنگام نهار خواننده‌ها، مخصوصا ستار آقا که دارای صدایی استثنایی بود به آوازخوانی می‌پرداخت شادی و لذت مهمانان حدی نداشت…»

موسیقی‌شناس معروف ارمنی کارقانوف می‌نویسد:

«من در آفیش‌های سال ۱۸۶۰ میلادی برنامه کنسرت‌های خواننده محبوب قفقاز، ستار اردبیلی را بدست آوردم. در آن اطلاعیه این مطلب توجه انسان را به خود جلب می‌کرد: در روز دوشنبه ۴ ژانویه سال ۱۸۶۰ میلادی در این تئاتر کنسرت آغا (آقا) ستار برگزار خواهد شد. برنامه از ۱۲ بخش تشکیل می‌شد. خواننده را با سازهای موسیقی شرق، در تار آغامال، در قاوال علی اکبر و در «قوشاناغارا» ساکو همراهی کرده بود. به نظر من این کنسرت می‌تواند مورد توجه زیاد شنوندگان قرا گیرد. نغمه‌های ستار که بهترین خواننده زمان خویش بود ضمن اینکه باعث ایجاد ذوقی هنری در شنوندگان بومی می‌شود، بهترین مکان برای متخصصانی است که در پی آشنایی بت موسیقی آسیا می‌باشند.»

## مهارت اجرایی
وی مقام‌های موسیقی آذربایجان را در زمین خارا، دشتی، رهاوی، شوشتری، بیات اصفهان، راست و چهارگاه با مهارت اجرا می‌کرد. در سال‌هایی که در تفلیس زندگی می‌کرد او علاوه بر جشن‌های مردمی به ضیافت‌هایی هم در اقامتگاه جانشینی قفقاز به افتخار شاهان و سلطان‌های ترکیه عثمانی و سایر مقامات برپا می‌شد دعوت می‌کردند.

## تقدیرنامه و مدال‌های افتخار
حکومت‌های ایران، ترکیه و روسیه با توجه به محبوبیت و استقبال گسترده مردم منطقه قفقاز و خاور نزدیک، از ستار، وی را با فرمان‌ها و اهدای مدال‌ها مورد تشویق قرار می‌دادند.

## شعر سید عظیم شیروانی در وصف ستار
سید عظیم شیروانی شاعر آذربایجانی در باب تمجید از ستار اردبیلی شعری بدین شرح در دیوان خود سروده است:
| فهم قیل، گور کی، ندیر چنگ و دف و بربط و عود |  | ندیر اونلاردا بو آهنگ و بو لحن و بو سرود |
| عاریف اول، رمز بیل، ای ماحصلی-قئیبی-شوهود   |  | عود هر لحظه گلیب شوره دئییر یا معبود     |
| تار هر لحظه گلیب وجده دئیر: یا ستار         |  | تار هر لحظه گلیب وجده دئیر: یا ستار      |

## ستار اردبیلی در نظر دیگران
ژول ورن نویسنده مشهور فرانسوی در کتاب خود جزیره‌ای در آتش ضمن دادن ارزش زیاد به صدای ستار چنین می‌نویسد:

من در حال گردش در شهر تفلیس بودم. یک نفر مرا خطاب قرارداده و ضمن نشان دادن ساختمانی از من سؤال کرد: شما خارجی هستید؟ جواب دادم بدون شک. گفت: پس اگر ممکن است یک لحظه توقف نموده و خوب به این ساختمان نگاه کنید. گفتم: مگر این ساختمان چیز جالبی برای تماشا دارد؟ گفت: چرا چیزی ندارد…، خواننده مشهور ستار اردبیلی در این ساختمان زندگی کرده است. او همان خواننده ای است که با صدای زیری که از سینه بلند می‌شود می‌خواند. همچنین در حین خوانندگی مردم پول زیادی به او می‌دهند…»

هنر ستار اردبیلی را آهنگ ساز برجسته ارمنی هوسپ تیگرانوف نیز ستوده است. او حضور مکرر ستار را در گرجستان و ارمنستان و دیدار وی را با شخصیت‌های مشهور خاطر نشان ساخته است. ژنرال اولشوسکی نیز در کتاب اش بنام یادداشت‌های تفلیس در مورد ستار صحبت کرده است. او در این کتاب از ستار به عنوان خواننده ای که در تمام گرجستان مشهور بوده است نام می‌برد. پروفسور مکائیل رفیعلی در مونوگراف خود با عنوان میرزا فتحعلی آخوندزاده از ستار به عنوان خواننده محبوب تفلیس نام می‌برد.
تاریخ درگذشت وی اوایل قرن ۲۰ می‌باشد.